# Lower East Side

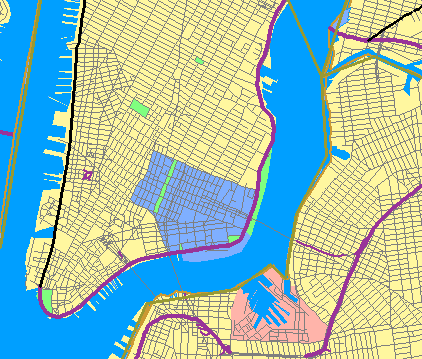
Lower East Side markerat med blått på en karta över nedre Manhattan.

Lower East Side är ett stadsdelsområde på Manhattan i New York. Områdets avgränsas av Houston Street i norr, East River i öst, Bowery i väst och Canal Street i syd. Lower East Side betraktas som ett invandrartätt arbetarklassområde och var under slutet av 1800-talet och början av 1900-talet närmast en slum. Lower East Side har under senare år gentrifierats, det vill säga genomgått en statushöjning med inflyttning av medel- och överklass och etablering av butiker och restauranger.